# دیوید ریس
دیوید ریس (به انگلیسی: David Rees) (زاده ۲۸ می ۱۹۱۸-درگذشته ۱۶ اوت ۲۰۱۳) ریاضیدان اهل انگلستان بود.
ریس در دانشگاه کمبریج تحصیل کرد و در جنگ جهانی دوم در بلچلی پارک به عنوان کد شکن در شکستن کد های ماشین انیگما همکاری داشت. وی سپس در دانشگاه اکستر به استادی رسید. زمینه کاری ریس بیشتر جبر و جبر جابجایی بود و دستاورد های او در این زمینه مانند قضیه آرتین-ریس بسیار نامبردار و پر کاربرد هستند. ریس در ۱۹۹۳ جایزه پولیا را دریافت کرد و در اوت ۱۹۹۸ کنفرانسی در دانشگاه اکستر به افتخار ۸۰ سالگی او برگزار شد. دختر او ماری ریس نیز ریاضیدان و استاد دانشگاه لیورپول است.